# 면역억제제

프레드니솔론

덱사메타손

면역억제제(免疫抑制劑, 영어: immunosuppressive drug)는 면역계의 활동을 억제하거나 막는 약물이다.

## 분류
면역억제제는 다음과 같이 5가지 그룹으로 분류할 수 있다. 
- 당질 코르티코이드
- 정균제
- 항체
- 이뮤노필린에 작용하는 약물
- 기타 약물

## 같이 보기
- 면역억제
- 베체트 병